# ハイゴールド
株式会社ハイゴールド（HI-GOLD）は、大阪市浪速区に本社を置く日本のスポーツ用品（主に野球）メーカー。野球用品の製造販売に加え、イベント衣料の販売も行う。1966年設立。資本金は6500万円。

## 概要
- 1963年11月、大阪市浪速区に野球用具の販売を主体とする三恵スポーツを創業。
- 1967年10月、三恵運動用品株式会社を設立。
- 1970年8月、現在地に移転。
- 1977年2月、現在の社屋が完成する。
- 1982年3月、神奈川営業所を開設。
- 1990年2月、社名をハイゴールドに改める。
- 1991年2月、埼玉営業所を開設。
- 2008年2月、神奈川と埼玉の営業所を統合し、関東支社を開設。